# FK Krumkachy
El FK Krumkachy (en bielorruso: ФК Крумкачы) es un club de fútbol con sede en Minsk, Bielorrusia. Juega en la Primera Liga de Bielorrusia, segunda categoría nacional.

## Historia
El club fue fundado en 2011 y tiene origen en el foro de internet de un diario deportivo. Los miembros de la comunidad sugirieron la creación de un equipo amateur con sede en Minsk, cuyos jugadores serían los propios aficionados y cualquier futbolista que quisiera sumarse al proyecto. Desde la categoría más baja del fútbol bielorruso, y con el nombre de «Krumkachy» (en bielorruso, cuervos), la entidad encadenó dos ascensos consecutivos hasta la Segunda Liga en 2014.
Con el ascenso a categorías federativas, el Krumkachy contrató como entrenador a Oleg Dulub, exfutbolista del Dinamo Minsk. El nuevo técnico se encargó de crear una estructura profesional, así como de solicitar cesiones a los clubes más importantes de la Liga Premier y de recuperar a internacionales bielorrusos al borde de la retirada. Después de ascender a la Primera Liga en solo un año, en la temporada 2015 consiguió un histórico ascenso a la Liga Premier como tercer clasificado.
Para su debut en la máxima categoría, el equipo ha contratado al futbolista internacional Vyacheslav Hleb (hermano de Aliaksandr Hleb).